# Costituzione del Regno di Polonia
La Costituzione del Regno di Polonia (in polacco: Konstytucja Królestwa Polskiego) fu concessa al Regno di Polonia (detto "del Congresso") dallo Zar di Russia e Re di Polonia Alessandro I di Russia, che fu obbligato a concedere una costituzione al neonato stato polacco posto sotto il suo dominio e come specificato dal Congresso di Vienna. Fu considerata una delle costituzioni più liberali dell'epoca, tuttavia non fu mai pienamente rispettata dal governo. Fu modificata durante la Rivolta di Novembre dal governo rivoluzionario e annullata poi dalle autorità russe vincitrici.

## Storia
Il Congresso di Vienna obbligò lo zar di Russia e Re di Polonia Alessandro I di concedere una costituzione al neocreato stato polacco, sotto controllo russo. Il nuovo stato fu il più piccolo per estensione nella storia della Polonia, meno esteso del predecessore Ducato di Varsavia e molto più piccolo della Confederazione Polacco-Lituana. Dato che fu il Congresso di Vienna che creò de facto il Regno di Polonia, quest'ultimo divenne conosciuto non ufficialmente come Regno del Congresso (Kongresówka).
La costituzione fu firmata il 27 novembre 1815 dallo zar. Fu una constitution octroyée (cioè costituzione concessa dall'alto): fu semplicemente emessa dal sovrano e non fu votata da un parlamento.
La persona che diede un apporto significativo alla Costituzione fu il Principe Adam Czartoryski, anche se poi il testo fu modificato dallo zar stesso e dai suoi consiglieri. La Costituzione, promettendo libertà di parola e tolleranza religiosa, tra le altre libertà, fu considerata tra le più liberali dell'Europa contemporanea, poiché rifletteva gran parte del pensiero dell'Illuminismo polacco e russo. Rispetto alla Costituzione del Ducato di Varsavia, il documento che governava le terre che divennero parte del Regno di Polonia e conosciute come Ducato di Varsavia, dava la priorità alla nobiltà (la szlachta) e revocò alcuni diritti degli ebrei polacchi e dei contadini. La Costituzione non fu mai pienamente rispettata dalle autorità russe, e gli obblighi liberali ma ambigui furono sempre più manipolati, evitati e violati dal governo. Il parlamento doveva essere convocato ogni due anni, ma dopo che il Sejm fu diventato terreno di scontro tra i deputati liberali e il governo conservatore, fu convocato effettivamente solo quattro volte (1818, 1820, 1826 e 1830, con le ultime due riunioni che si tennero in segretezza). Questa noncuranza verso i diritti promessi, tra gli altri fattori, portò allo scontento crescente all'interno della Polonia, che culminò nella Rivolta di Novembre (fallita) del 1830.. La Costituzione fu modificata durante la rivolta, e dopo che il sollevamento popolare fu concluso, la carta costituzionale fu sostituita il 26 febbraio 1832 dal più conservatore Statuto Organico del Regno di Polonia, concesso dallo zar Nicola I di Russia e mai effettivamente applicato.

## Riassunto
La Costituzione constava di 165 articoli raggruppati in sette titoli.

### Generalità
Il Regno di Polonia fu una monarchia costituzionale in unione personale con l'Impero russo. Ogni zar di Russia era anche Re di Polonia (come nelle unioni personali); tuttavia, la politica estera era comune (in realtà decisa da San Pietroburgo). Il Parlamento, l'esercito, l'amministrazione e la giustizia erano invece separate (diversamente dalle unioni personali).

### Il Re
Il Re era il capo di tutti e tre i poteri: potere esecutivo, legislativo e giudiziario. Egli:
- convocava, rimandava e scioglieva le riunioni del Sejm (il Parlamento)
- confermava i namestnik, i ministri, i senatori, gli alti ufficiali e nominava e confermava i marescialli dei sejmik locali.
- era necessaria la sua firma per approvare le leggi del Sejm
- era l'unica persona con iniziativa legislativa
- aveva il diritto di annullare temporaneamente le leggi
- aveva il diritto di dichiarare guerra e firmare trattati internazionali.

### Namestnik
Il Namestnik:
- era a capo del Consiglio di Stato
- era a capo del Consiglio di Amministrazione
- le sue decisioni necessitavano della controfirma di un ministro
- nominava i candidati ai ministeri, i senatori e gli alti ufficiali al posto del Re
- nominava e confermava gli ufficiali minori.

### Consiglio di Amministrazione
Era composto da 5 ministri e da altre persone nominate dal Re, capeggiate dal namestnik. Il Consiglio:
- portava avanti i doveri dell'esecutivo
- preparava i progetti per il Consiglio di Stato
- prendeva decisioni che erano al di fuori della giurisdizione dei singoli ministri.

### Consiglio di Stato
Il Consiglio di Stato era composto dai ministri, dai consiglieri, dal segretario di stato, dai referendari e da altre persone nominate dal Re; possedeva le seguenti prerogative:
- preparare la legislazione affinché fosse poi accettata dal re
- controfirmare la versione finale della legge che era votata dal Sejm
- potere giudiziario: aveva diritto di fare causa alle cariche amministrative e aveva poteri e competenze sui tribunali amministrativi
- riceveva rapporti da varie commissioni e preparava rapporti per il Re.

### Parlamento
Il Parlamento era composto dal Re, dalla camera alta (il Senato) e dalla camera bassa (Sejm). I deputati erano 128 e venivano eletti ogni sei anni, mentre ⅓ di essi veniva eletto ogni due anni; ogni deputato poteva contare sull'immunità parlamentare. Il voto era esercitabile da tutti i maggiori di 21 anni; i candidati alle elezioni dovevano essere in grado di leggere, scrivere e dovevano avere un certo censo. Il personale militare non aveva diritto di voto. I parlamenti erano convocati ogni due anni per un periodo di 30 giorni; il Sejm aveva diritto a votare su argomenti civili, amministrativi e legali. Con il permesso del re, il Sejm poteva votare su argomenti relativi al sistema fiscale e sulla difesa. Aveva inoltre il diritto di controllare le cariche governative. Il Senato contava 64 membri composti da 9 vescovi, i voivodi e i castellani, oltre ai principi di sangue russi. Agiva come Corte Parlamentare, aveva il diritto di controllare i registri dei cittadini e aveva diritti legislativi simili a quelli del Sejm.